# Автомагістраль G1522 Чаншу–Тайчжоу
Автомагістраль Чаншу–Тайчжоу (спрощ.: 常熟—台州高速公路; піньїнь: Chángshú–Tāizhōu Gāosù Gōnglù), яку зазвичай називають швидкісною магістраллю Чантай (спрощ.: 常台高速公路; піньїнь: Chángtāi Gāosù Gōnglù) — швидкісна дорога, що з'єднує міста Чаншу, місто-супутник Сучжоу, провінції Цзянсу, Китай, і Тайчжоу, провінція Чжецзян. Після повного завершення буде становити 399 км у довжину. Швидкісна магістраль є відгалуженням швидкісної автомагістралі G15 Шеньян–Хайкоу. Відгалуження відділяється від головної швидкісної магістралі в Чаншу і проходить через міста Сучжоу, Цзясін і Шаосін, перш ніж знову приєднатися до головної швидкісної магістралі на північ від Тайчжоу, Чжецзян.
Швидкісна дорога була завершена, коли в 2013 році була побудована ділянка між Цзясін і Шаосін, яка включає міст через затоку Ханчжоу. Цей міст був другим мостом через затоку, першим був міст через затоку Ханчжоу, через який лежить швидкісна автомагістраль G15 Шеньян-Хайкоу та кільцева  автомагістраль G92 Ханчжоу.